# Мртва природа
«Мртва природа» (латиницей Mrtva priroda, рус. Натюрморт) — третий студийный альбом югославской рок-группы «Рибља чорба», выпущенный в 1981 году.

## Об альбоме
Первый альбом группы, записанный в Лондоне и спродюсированный британским музыкантом Джоном Маккоем. Впервые автором одной из песен стал Момчило Баягич, написавший «Ја сам се ложио на тебе». Несмотря на это, основным автором остался Бора Джорджевич, сочинивший в том числе первую политическую песню группы — «На западу ништа ново» (названа по роману Эриха Мария Ремарка «На западном фронте без перемен»).
Всего через три недели после выпуска, было продано 100 тысяч копий альбома, что сделало его одним из самых быстропродаваемых альбомов в истории югославского рока. В 1998 году альбом был назван девятнадцатым в списке 100 лучших альбомов югославской рок-музыки.

## Список композиций
Сторона А
1. «Волим, волим, волим, волим жене» (Б. Джорджевич) — 2:20
2. «Не веруј жени која пуши Дрину без филтера (Остави је)» (М. Баягич, Б. Джорджевич) — 3:22
3. «Ја сам се ложио на тебе» (М. Баягич) — 3:26
4. «Превара» (М. Алексич, М. Милатович, Б. Джорджевич) — 3:10
5. «Побећи негде» (Р. Койич, Б. Джорджевич) — 5:18

Сторона Б
1. «Пекар, лекар, апотекар» (Б. Джорджевич) — 2:48
2. «Одлазак у град» (М. Алексич, М. Баягич, Б. Джорджевич) — 2:48
3. «Ветар дува, дува, дува» (Б. Джорджевич) — 2:33
4. «На западу ништа ново» (Б. Джорджевич) — 3:03
5. «Нећу да испаднем животиња» (Б. Джорджевич) — 3:40

Бонус-трек на переиздании CD 2006 года
1. Интервью с Борой Джорджевичем — 37:09

## Участники записи
- Бора Джорджевич — вокал
- Райко Койич — гитара
- Момчило Баягич — гитара
- Миша Алексич — бас-гитара
- Вицко Милатович — ударные